# Cao Rui
Cao Rui (chiń. 曹叡; imię pośmiertne chiń. 明帝; pinyin Míngdì; ur. 205 zm. 22 stycznia 239) – drugi cesarz chińskiego państwa Wei, panujący w latach 226–239.
Był synem i następcą Cao Pi. Jego śmierć była początkiem kryzysu dynastii.